# Grand-Vabre
 Grand-Vabre  là một xã ở tỉnh Aveyron, thuộc vùng Occitanie ở miền nam nước Pháp.